# Starzeljoch
Das 1868 m hohe Starzeljoch verbindet das Tal der Bregenzer Ach mit dem Kleinwalsertal. Es bildet den Bergsattel zwischen dem Grünhorn (2039 m) im Norden und dem  Hochstarzel (1974 m) im Süden. Auf einem viel begangenen Wanderweg kann man den Pass überqueren.

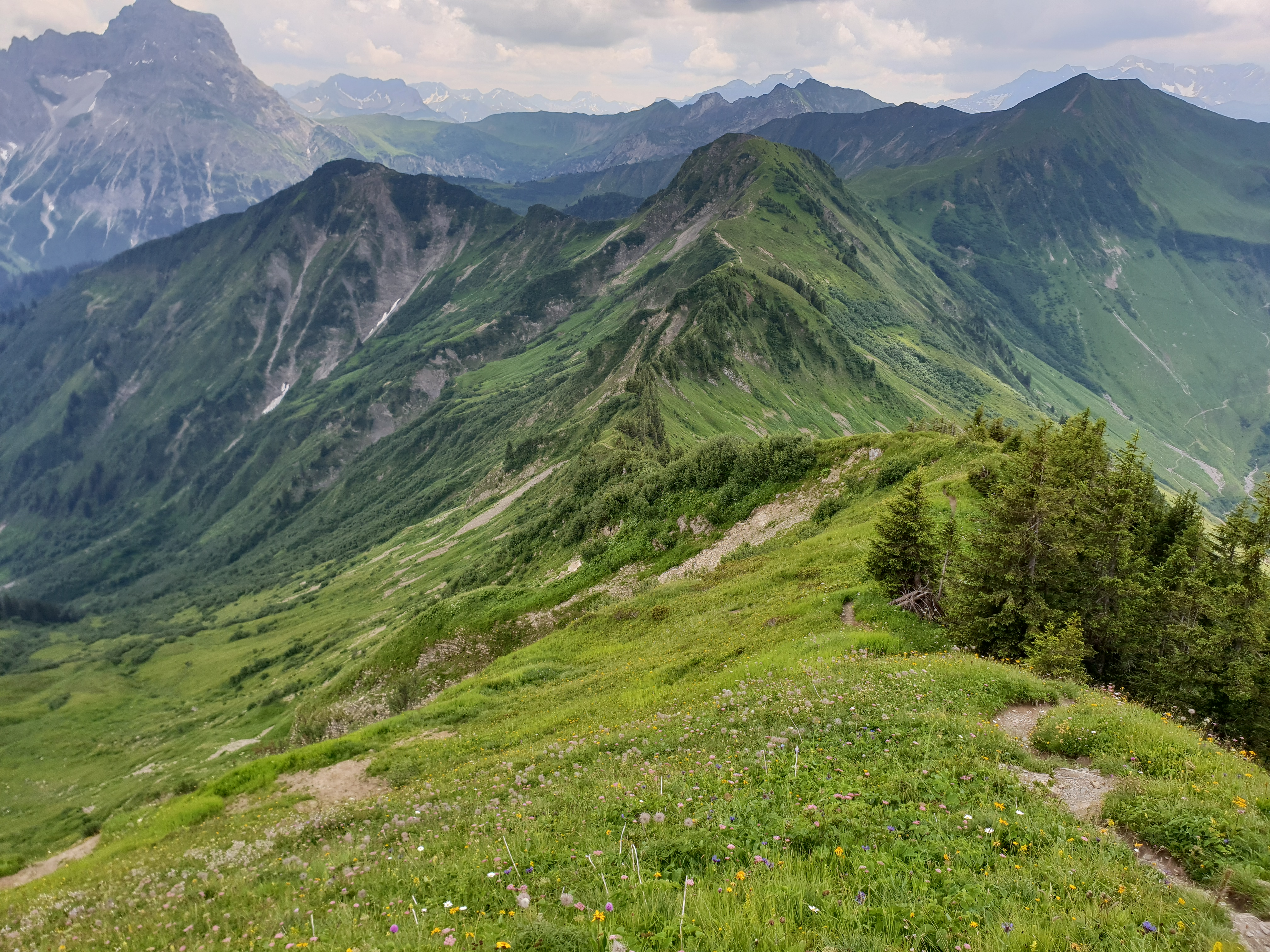
Blick über das Starzeljoch nach Süden zum Hochstarzel

## Geschichte
Über den Pass führte noch Mitte des 19. Jahrhunderts ein ausgebauter und viel begangener Saumweg. Mangels weiteren Ausbaus verfiel er später. Der heutige Wanderweg nutzt zu großen Teilen diesen alten Saumweg.
Um das Kleine Walsertal, das zu Österreich gehört, mit dem Starzeljoch durch eine Straße zu verbinden, wurden immer wieder Projekte aufgeworfen, das Starzeljoch mit einem Scheiteltunnel zu unterqueren. Dieses Projekt gehört zu dem größeren Projekt einer „Vorarlberger Transversalen“, die einmal das Kleine Walsertal über das Faschinajoch mit dem Montafon und eines Tages auch mit dem bündnerischen Prättigau verbinden soll.